# Éamonn O’Doherty
Éamonn O’Doherty (irisch Éamonn Ó Dochartaigh; * 1939 in Carrick-on-Suir, Irland; † 28. Oktober 1999 in Carrick-on-Suir) war in den 1970er Jahren ein führendes Mitglied der Provisional Irish Republican Army (IRA). Innerhalb der IRA stieg er bis zum IRA-Stabschef (Chief of Staff) auf.
O’Doherty trat der Irish Republican Army (IRA) 1958 in seiner Heimatstadt Carrick-on-Suir bei und beteiligte sich an der sogenannten Border Campaign (1956–1962) der IRA gegen Nordirland.
Als die Gewalt 1969 in Nordirland eskalierte und der Nordirlandkonflikt begann, spaltete sich die IRA in die politisch bzw. sozialistisch orientierte Official Irish Republican Army und die anfangs fast rein militaristische Provisional Irish Republican Army. O’Doherty schloss sich danach der Provisional IRA an und ging 1970 nach Nordirland, um im South Fermanagh Battalion der IRA gegen die dortigen britischen Sicherheitskräfte zu kämpfen. Später wurde er Kommandeur der Einheiten, die an der inner-irischen Grenzregion von Fermanagh, Monaghan und Armagh operierten.
1973 wurde er in das General Headquarters (GHQ), dem Generalstab der IRA, sowie in den Armeerat, dem obersten Führungsgremium der IRA, berufen. Nach der Verhaftung des damaligen Stabschef der Untergrundorganisation Seamus Twomey durch die irische Polizei Garda Síochána im September desselben Jahres wurde O’Doherty vom Armeerat zum neuen IRA-Stabschef bestimmt. Diesen Posten hielt er bis zu seiner eigenen Verhaftung durch die Garda im Oktober 1974 inne.
Nach seiner Entlassung aus dem Gefängnis von Portlaoise wurde er wieder in das GHQ aufgenommen. Dieses schickte ihn daraufhin mit einem Auftrag in die USA, wo er ebenfalls verhaftet und zu einem Jahr Gefängnis verurteilt wurde. Anschließend unternahm er noch weitere Reisen in verschiedene andere Länder im Auftrag der IRA.
Als die IRA und Sinn Féin im Jahr 1986 unter Führung von Gerry Adams und Martin McGuinness den Abstentionismus gegenüber dem Dáil Éireann, also den Verzicht mögliche gewonnene Sitze im irischen Parlament einzunehmen, aufgaben, spalteten sich einige alte traditionalistische Kader, die vor allem aus der Republik Irland kamen, von der Sinn Féin sowie der IRA ab, und gründeten eine neue Partei namens Republican Sinn Féin. Unter ihnen war auch Éamonn O’Doherty. Ein Jahr zuvor hatte er das Buch The IRA at War geschrieben und veröffentlicht.
O’Doherty verstarb am 28. Oktober 1999 in seiner Heimatstadt Carrick-on-Suir.